# Klappenschrank

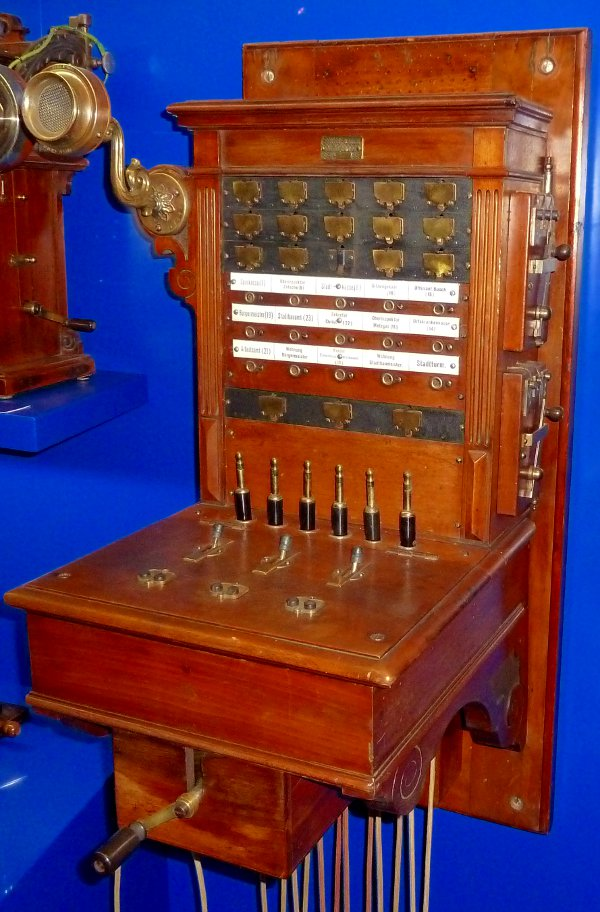
Klappenschrank
für 15 Leitungen,
ehemaliger Standort war in Dinkelsbühl

Klappenschrank für 50 Fernsprechteilnehmer (um 1900)

Klappenschrank ist die Bezeichnung für eine Fernsprech-Handvermittlungseinrichtung. Bis zur vollständigen Automatisierung des Fernsprechnetzes gegen Ende des 20. Jahrhunderts wurden Klappenschränke dazu benutzt, die Sprechverbindung zwischen zwei Fernsprechteilnehmern herzustellen. Dazu war jeder Sprechstelle eine Klinke (Buchse) und ein Elektromagnet mit einem einfachen Klappenmechanismus zugeordnet. 

## Vermittlung

### Ortsgespräch
Jeder Fernsprechapparat war zur damaligen Zeit mit einer Ortsbatterie ausgestattet. Wollte jemand ein Gespräch führen, betätigte er den Kurbelinduktor an seinem Fernsprechapparat. Damit erzeugte er einen Wechselstrom, der „seinen“ Elektromagneten am Klappenschrank zum Anzug brachte. Dadurch wurde eine metallische Klappe freigegeben, die herunterfiel und damit dem Fräulein vom Amt den Verbindungswunsch mitteilte. Diese verband ihr Sprechzeug über die Klinke des Anrufers mit dessen Fernsprechapparat. Was nun ablief, war in Deutschland von der Reichstelegraphenverwaltung mittels Dienstanweisung genau geregelt:
- Amt: Hier Amt, was beliebt?
- Teilnehmer: Wünsche mit Nummer 44 zu sprechen

Wenn der gewünschte Teilnehmer frei war:
- Amt: Bitte rufen 
 (Die Vermittlungskraft stellte mittels eines Schnurpaares die Verbindung zum B-Teilnehmer her)

Andernfalls:
- Amt: Schon besetzt, werde melden wenn frei
- Teilnehmer: Verstanden

Das Gesprächsende teilte der Anrufende der Vermittlungskraft durch erneutes Betätigen des Kurbelinduktors mit. Die Vermittlungskraft trennte die Verbindung und brachte die Klappe per Hand wieder in die Ausgangslage.
Die Funktionsweise des Klappenschrankes war einfach und trotzdem sehr wirkungsvoll:
- Die Signalisierung des Verbindungswunsches verbrauchte keinen Strom der Ortsbatterie.
- Der Verbindungswunsch blieb auf einfache Weise gespeichert. Es war nicht erforderlich, dass die Vermittlungskraft den Schrank ununterbrochen beobachtete.

### Weiterentwicklung
Die Vermittlungskräfte in großen Ortsnetzen mussten ihre Tätigkeit zunächst im Stehen verrichten. Später, mit der Einführung von Vielfachfeldern, durften sie auch sitzen. Mit dem schnell steigenden Bedarf an Fernsprechanschlüssen am Anfang des 20. Jahrhunderts wurden die Klinken und Fallklappen immer weiter verkleinert. Bis zu 10.000 Verbindungsmöglichkeiten konnten von einer Vermittlungskraft beherrscht werden.
Ab 1895 wurden, mit Einführung des Zentralbatteriebetriebes, zur Signalisierung auch Glühlampen eingesetzt. Aus dem Klappenschrank wurde ein Glühlampenschrank.
Es gab auch zwischenzeitlich Versuche, die Klinken und Signaleinrichtungen in Tischen unterzubringen, an denen von zwei Seiten aus gearbeitet wurde. Vom Amt III Berlin ist bekannt, dass die Tische dort 85 Meter lang waren und 570.000 Klinken enthielten. Wenig später ging man wieder zur Schrankbauform über.

### Ferngespräch

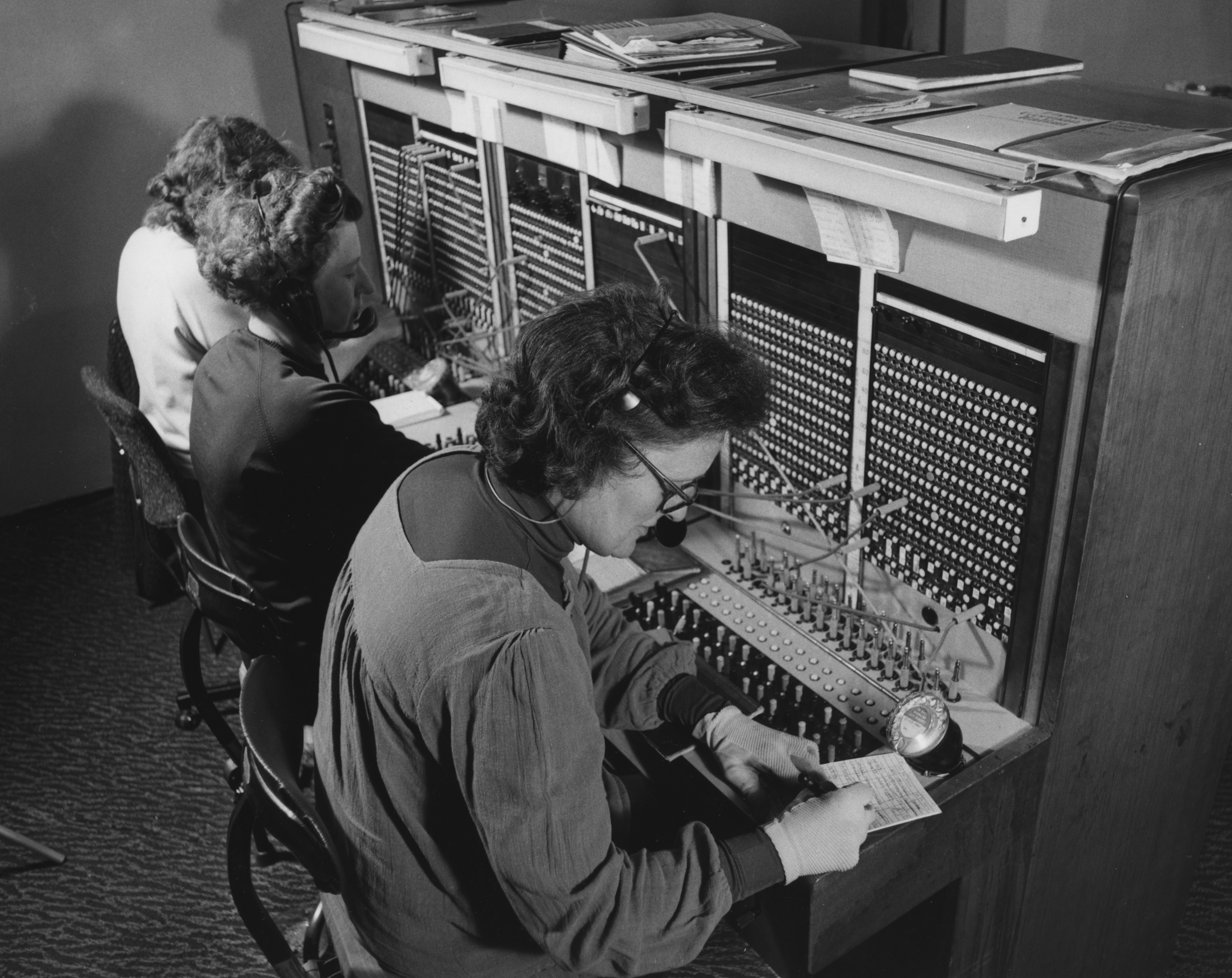
Handvermittlung 1979

Der Vermittlungswunsch für ein Gespräch in eine andere Stadt erforderte ein mehrstufiges Verfahren. Der A-Teilnehmer nannte der Vermittlung die Stadt und soweit bekannt auch die Anschlussnummer. Das Sprechzeug wurde nun mit dem Ausgang für die andere Stadt verbunden und die dortige Vermittlung gerufen. War die andere Stadt nicht direkt angebunden, so wurde in einem hierarchischen System ein Zentralamt gerufen. Es war jedoch häufiger, dass auch eine Querverbindung verwendet wurde, bei der dem Vermittler bekannt war, dass von dort eine Weiterverbindung möglich ist. Dies konnte auch genutzt werden, wenn die direkten Ausgänge in eine andere Stadt schon belegt waren, und die Vermittlung der danebenliegenden Stadt genommen wurde, mit dem Wunsch zur Weiterverbindung.
Hatte sich die Vermittlung der anderen Stadt gemeldet, so wurde der Wunsch des A-Teilnehmers dieser genannt. So konnten mehrere Stellen damit beschäftigt sein, einen Weg zum B-Teilnehmer zu finden. Da dies einige Zeit erfordern konnte, legte der A-Teilnehmer nach Nennung des Verbindungswunsches auf, und wurde von der Vermittlung bei erfolgreicher Herstellung der Verbindung zurückgerufen.
Die Automatisierung setzte zuerst in den Ortsvermittlungen ein, sodass die Handvermittlung ab den 1960er Jahren nur noch bei Ferngesprächen üblich war. Auch das Verfahren änderte sich nun, indem die Vermittlung mitteilte „Bitte warten“, und nach Erreichen der Ortsvermittlung des B-Teilnehmers die Nummer direkt wählte. Wenn der B-Teilnehmer sich meldete, so wurde mit „Bitte ansprechen“ die vollständige Verbindung hergestellt.

### Abrechnung
Die Abrechnung erfolgte durch Notierung der Zeiten. Gerade bei Ferngesprächen wurde immer die Zeit notiert, nachdem der Rückruf zum A-Teilnehmer erfolgt war, und die vollständige Verbindung hergestellt worden war. Davon abweichend konnten R-Gespräche gewünscht werden. In diesem Fall wurde der Beginn des Gesprächs in der Ortsvermittlung des B-Teilnehmers notiert und abgerechnet.
Mit der Automatisierung in den 1960er Jahren reduzierte sich die Handvermittlung auf eine Person. Die Notierung des Beginns der Verbindung erfolgte dann im Zentralamt. Auch nach der Automatisierung des Ferndienstes konnte es so geschehen, dass Fernverbindungen etwas verzögert auf den Monatsrechnungen des Teilnehmers erschienen.

### Abfrageplatz

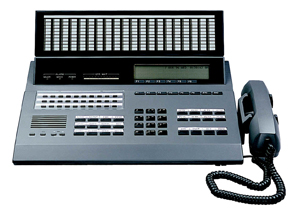
Abfrageplatz mit Leuchten zur Leitungsbelegung

Mit dem Ende der Handvermittlung in den öffentlichen Telefonnetzen verbleibt die manuelle Weitervermittlung an Nebenstellen. Hier wurden die Anlagen zur Handvermittlung weiterentwickelt, womit Telefone mit Drucktasten erschienen. Die einzelnen Leitungen des Fernsprechnetzes werden über eine Leuchte angezeigt, deren Ruf man per Taste annehmen kann. Anschließend wird eine hausinterne Nummer gewählt, und der Anrufer auf die Ausgangsleitung weiterverbunden (sogenanntes „Umlegen“). Diese Nebenstellen-Wählanlagen begannen ab den 1960er Jahren die Reihenanlagen zu ersetzen und statt von Klappenschrank spricht man allgemeiner von Vermittlungstischen.
Das dahinterliegende Koppelfeld begrenzt die Zahl der möglichen Verbindungen. Erst mit der Digitalisierung wurde diese Schranke aufgehoben, sodass Vermittlungsplätze in Callcentern mittlerweile vollständig computerisiert sind. Die Service Switching Points des Intelligenten Netz des Netzbetreibers erlauben dabei auch das Umlegen auf eine andere öffentliche Endstelle.

## Automatisierung
Mit dem Ausbau der automatischen Vermittlungsstellen, in Europa, ab 1908 in Hildesheim beginnend, verlor der Klappenschrank immer mehr an Bedeutung. 

### Deutschland
Bei der Deutschen Bundespost wurde am 29. April 1966 im niedersächsischen Uetze der letzte Klappenschrank außer Betrieb genommen. Dort hatten sechs Telefonistinnen in drei Schichten rund um die Uhr 374 Teilnehmer miteinander und mit der Außenwelt verbunden. Bei der Deutschen Post der DDR ging der letzte Klappenschrank im Jahr 1987 in Falkenrehde außer Betrieb.
Der Selbstwählferndienst der Deutschen Bundespost war ab 1972 flächendeckend verfügbar. In der DDR war der Fernwähldienst bis zur Wiedervereinigung noch nicht vollständig automatisiert. Die Handvermittlung wurde 2003 eingestellt und ist seitdem nur noch als Spezialdienst über eine Sonderrufnummer (0180) verfügbar. Anfragen zur Vermittlung von Inlandsverbindungen waren da schon lange unüblich geworden, da die Teilnehmersuche durch die Telefonauskunft mit anschließender Weitervermittlung übernommen worden war. Die Marktliberalisierung nach der vollständigen Digitalisierung 1995 erlaubte hier einen problemlosen Zugang.

### Österreich
In Österreich wurde die erste Telefonanlage mit Handvermittlung am 1. Dezember 1881 im 1. Wiener Gemeindebezirk in Betrieb genommen. Die Automatisierung begann wiederum in Wien am 1. April 1905, wo sie am 27. Juni 1925 abgeschlossen war. Österreichweit wurde die letzte Handvermittlung am 14. Dezember 1972 abgeschaltet. Die Bezeichnung „Klappe“ für eine Durchwahlnummer hält sich bis heute im österreichischen Sprachgebrauch.

### USA
In den Vereinigten Staaten wurde 1983 der letzte Klappenschrank für die Vermittlung von Ortsgesprächen außer Betrieb genommen. Er befand sich in Bryant Pond (Maine). Für Sonderfälle waren Klappen- und Glühlampenschränke auch länger im Einsatz, beim AT&T Marine Operator (Küstenfunkstellen) bis in die neunziger Jahre.